# 10. Flak-Division
Die 10. Flak-Division war ein Großverband der Bodentruppen der deutschen Luftwaffe im Zweiten Weltkrieg. Zuständig war die Division bei Aufstellung für die Abwehr von einfliegenden gegnerischen Flugzeugen mittels Flugabwehrgeschützen in Rumänien und später bei der deutschen Heeresgruppe Süd und Mitte in der Sowjetunion.

## Vorgeschichte

### Luftverteidigungs-Kommando 10
Zunächst als Luftverteidigungs-Kommando 10 im Februar 1941 in Ploesti (Rumänien) unter dem Kommando des späteren Generalleutnants Johann Seifert aufgestellt.

## 10. Flak-Division
Das Luftverteidigungs-Kommando 10 mit Wirkung zum 1. September 1941 in die 10. Flak-Division umbenannt. 
Seifert oblag die Führung der Division bis zum 26. Juni 1943, danach wurde Generalmajor Franz Engel Nachfolger, der das Kommando bis Kriegsende innehatte. Zunächst bestand die Hauptaufgabe der Division im Schutz der Erdölfelder von Ploesti sowie der dortigen Transportanlagen wie Eisenbahnanlagen usw.
Im Juni 1941 gliederte sich die Division in das Flakregiment 180 und das Flakregiment 229 mit insgesamt 20 schweren und 18 mittleren und leichten Batterien. Daneben verfügte die Division über zwei Scheinwerfer-Batterien. 

### Verlegung auf die Krim
Im März 1942 wurde die 10. Flak-Division, allerdings ohne ihre bisherigen Regimenter auf die Krim versetzt und war dort unter anderem an der Schlacht um Sewastopol beteiligt. Welche Regimenter ihr in dieser Zeit dort unterstanden haben, ist nicht mehr feststellbar. 

### Verlegung in den Raum Kursk
Im Mai 1942 war die 10. Flak-Division dann im Raum Kursk sowie im Abschnitt der Heeresgruppe B aktiv. Ihr Gefechtsstand befand sich im Mai 1942 in Charkow. Innerhalb von sechs Monaten gelang es den Regimentern der 10. Flak-Division bis zum 15. Januar 1943 insgesamt 400 Panzer und 210 Flugzeuge zu zerstören. 
Im Juli 1943 unterstanden der 10. Flak-Divisionen dann das Flak-Regiment 4, 7, 48, 77, 99 und 153 sowie die Flak-Kampfgruppe Köppen.
Mit dieser Gliederung erreichte die 10. Flak-Division ihre größte Aufstellungszahl, die danach kontinuierlich abnahm. 
Im November 1943 unterstanden ihr nur noch das Flak-Regiment 77, 99 und 133. Im Winter 1943 waren ihre Flak-Regimenter unter anderem im Erdkampf im Raum Kiew, Schitomir und Tscherkassy beteiligt. 
Mit dem Rückzug der deutschen Wehrmacht ab 1944 wurde die 10. Flak-Division an den Mittelabschnitt der Ostfront verlegt, wo ihr neuer Gefechtsstand Lemberg (Ukraine) war. Mit Stichtag zum 1. September 1944 unterstanden der Division das Flak-Regiment 7, 48, 99 und 153.
Mit zunehmender Verschlechterung der Kriegslage musste der Gefechtsstand im Januar 1945 nach Krakau verlegt werden. Hauptaufgabe der ihr unterstellten Flak-Regimenter war dort die Verteidigung der Oderübergänge im Raum Oppeln und Breslau. 

### Divisionsgruppe Engel
Am 26. Januar wurde der 10. Flak-Division die 11. Flak-Division unterstellt, die ihre Verbände an die 10. Division abtreten musste. Beide Divisionen zusammen bildeten die Divisionsgruppe Engel, die bis Februar 1945 Bestand hatte. In der letzten Gliederung der 10. Division vom 6. April 1945 verfügte sie noch über folgende Kräfte:
- Flak-Regiment 48 (Schweidnitz – Waldenburg)
- Flak-Regiment 106 (in Auffrischung)
- Flak-Regiment 150 (in der Festung Breslau eingeschlossen)
- Flak-Regiment 229 (Weidendorf)

In den letzten Kriegswochen war die 10. Flak-Division im Rahmen der 17. Armee eingesetzt und verfügte am 27. April 1945 noch über 37 schwere und 14 mittlere sowie leichte Batterien. 

### Kapitulation
Die Flak-Regimenter 48 und 229 gerieten bei Kriegsende in sowjetische Kriegsgefangenschaft. Das Flak-Regiment 150 in der Festung Breslau ging am 6. Mai 1945 ebenfalls in sowjetische Gefangenschaft. Das in der Auffrischung befindliche Flak-Regiment 106 wurde am 28. April 1945 durch seinen Kommandeur aufgelöst.